# Rita Marcotulli
Rita Marcotulli (Roma, 10 marzo 1959) è una compositrice e pianista italiana di musica jazz.

## Biografia
Allieva del Conservatorio Santa Cecilia e del Conservatorio Licinio Refice e sorella della cantante jazz Carla Marcotulli, Rita Marcotulli comincia a suonare professionalmente all'interno di piccoli gruppi negli anni settanta e successivamente inizia a collaborare con svariati artisti internazionali come Chet Baker, Jon Christensen, Palle Danielsson, Billy Cobham, Peter Erskine, Steve Grossman, Joe Henderson, Helène La Barrière, Joe Lovano, Charlie Mariano, Marilyn Mazur, Pat Metheny, Sal Nistico, Michel Portal, Enrico Rava, Dewey Redman, Aldo Romano, Kenny Wheeler, Noa, Norma Winstone, Bobby Solo.
Nel 1987 viene votata Miglior nuovo talento attraverso un sondaggio della rivista Musica Jazz e l'anno seguente si trasferisce in Svezia, dove rimane fino al 1992. Tornata in Italia collabora fra gli altri con Ambrogio Sparagna e Pino Daniele e nel 1996 accompagna Pat Metheny in un'esibizione al Festival di Sanremo.
Più recentemente ha partecipato alla realizzazione del film Basilicata coast to coast, per il quale si è occupata della colonna sonora. Grazie a questo lavoro la Marcotulli ha ricevuto il Ciak d'oro nel 2010, il Nastro d'argento alla migliore colonna sonora nello stesso anno, il David di Donatello per il miglior musicista nel 2011 (prima donna in assoluto a ricevere questo riconoscimento) e il Premio Top Jazz 2011 come miglior artista del jazz italiano secondo la rivista Musica Jazz.
Nel febbraio 2013 è membro della giuria di qualità alla 63ª edizione del Festival di Sanremo, condotta da Fabio Fazio e Luciana Littizzetto.
Il 13 luglio 2014 partecipa al Genoa Jazz Festival dove registra il CD live Trio M/E/D con Peter Erskine alla batteria e Palle Danielsson al contrabbasso
Il 9 febbraio 2018 partecipa con il batterista Roberto Gatto al Festival di Sanremo 2018 come ospite di Max Gazzè, in gara con il brano La leggenda di Cristalda e Pizzomunno.
Il 4 febbraio 2022 partecipa al Festival di Sanremo 2022 eseguendo "My Way" cantata da Yuman nella serata delle cover.
Figlia di Sergio Marcotulli e Anna Farnetti, è sposata con Pasquale Minieri, già produttore discografico di numerosi cantautori italiani, quali  Claudio Baglioni, Vinicio Capossela, ed attivo anche quale ingegnere del suono. Ha una figlia, Elettra Minieri.

## Discografia
- Oslo Party - A Témpo, 1989
- Night Caller - Label Bleu, 1993
- Nauplia - Egea, 1995
- The Woman Next Door - Label Bleu, 1998
- Triboh - Polo Sud, 2000
- Koiné - Le Chant Du Monde, 2002
- The Light Side of the Moon - Le Chant du Monde, 2006
- Concerti del Quirinale di Radio 3 - Rai Trade, 2007
- On the Edge of a Perfect Moment - Incipit, 2007
- Zapping - Egea, 2008
- Appunti di viaggio - Goodfellas 2008
- Variazioni su tema - S'ARD, 2011
- Basilicata Coast to Coast - Alice Records, 2011
- Trio M/E/D, Live Genova Jazz festival 2014, published 2015 da abeatrecords.com

## Premi e riconoscimenti
- Ciak d'oro
  - 2010 – Migliore colonna sonora per Basilicata coast to coast[8]
- David di Donatello
  - 2011 – Migliore musicista per Basilicata coast to coast[9]